# Pinseque (kommunhuvudort)
Pinseque är en kommunhuvudort i Spanien.   Den ligger i provinsen Provincia de Zaragoza och regionen Aragonien, i den nordöstra delen av landet, 260 km nordost om huvudstaden Madrid. Pinseque ligger 230 meter över havet och antalet invånare är 2 367.
Terrängen runt Pinseque är platt åt sydväst, men åt nordost är den kuperad. Runt Pinseque är det tätbefolkat, med 550 invånare per kvadratkilometer. Närmaste större samhälle är Delicias, 18,7 km sydost om Pinseque. Trakten runt Pinseque består till största delen av jordbruksmark.